# Моравская, Теофила
Теофила Моравская (Teofila Morawska; по первому мужу Старженская, по второму Радзивилл, по третьему Чернышёва; 12 апреля 1791, Варшава — 19 сентября 1828, Варшава) — польская красавица начала XIX века, известная своим ветреным нравом и романами. Жена богатейшего в Польше князя Доминика Иеронима Радзивилла и будущего военного министра А. И. Чернышёва.

## Биография
Родилась в семье польского генерал-майора, камергера Игнатия-Карла Моравского, именовавшего себя графом. В возрасте 14 лет, 15 сентября 1805 года, против своей воли была выдана замуж за Юзефа Старженского, но предпочитала проводить время в доме двоюродного брата князя Доминика Радзивилла — Несвижском замке. Встречавший её в Несвиже писатель Булгарин вспоминал:

Кузина князя Доминика, госпожа Старженская, прекрасно и смело ездила верхом, что весьма нравилось князю. Тогда она была в первой молодости, прекрасная, ловкая, веселая и весьма приятная в обхождении. День проходил в прогулках, вечером танцевали, играли в карты, в азартные игры, или забавлялись шутками. Князь Доминик был веселого нрава, любил шутить и смеяться, соблюдая, однако ж, во всем приличие и хороший тон.
Уже в июне 1807 года Теофила оставила мужа и вернулась в дом отца. Причиной разрыва был её роман с двоюродным братом, князем, от которого она 27 февраля 1807 года (по другим данным 27 февраля 1807 года) родила сына Александра. Старженский не признал ребёнка своим, и более поздние хлопоты Теофилы Игнатьевны о признании сына Радзивиллом окончилось ничем. 5 сентября 1808 года Старженские развелись. Бракоразводные дела Доминика Радзивилла с Елизаветой Мнишек и Теофилы с Юзефом Старженским обошлись в 2 миллиона золотых.
15 марта 1809 года Теофила Игнатьевна обвенчалась с князем Радзивиллом в монастыре бернардинцев в Минске. После чего молодожены отправились в заграничное путешествие, они посетили Берлин, Париж и Вену. В Польшу они вернулись только в 1810 году и поселились в Несвиже. Во время поездки в Париже родилась их законная дочь Стефания.
В 1813 году Доминик Радзивилл погиб в сражении при Ханау. Уже спустя четыре месяца его вдова завязала в Варшаве роман с бывшим адъютантом Понятовского флигель-адъютантом Александра I Артуром Потоцким. Дело шло к свадьбе, но знакомство с фаворитом императора Александра генерал-адъютантом Александром Чернышёвым изменило её планы. Свадьба была отменена, причём Чернышёв тоже разорвал со своей невестой. И в 1816 году они поженились. В июле 1817 года А. И. Чернышёв писал:

Я самый счастливый человек подле моей жены, которая красивее, чем когда-либо,… и любит меня все более и более.
Однако и этот брак был неудачным. Теофила любила балы, любила быть в центре внимания мужчин, любила лёгкий флирт. Спокойная семейная жизнь не отвечала её эксцентричной натуре. В то же время Чернышёв считал, что жена будет относиться к нему с почтением как фавориту императора, герою войны. Свои впечатления от брака уже спустя два года Теофилия высказала императору Александру I. Она спросила: «Ваше величество! Можно ли развестись с мужем, который изводит жену ежедневно?» — «Бесспорно!» — согласился Александр. — «Так вот, государь, ваш Чернышев морит меня скукой!». В 1818 году князь Вяземский писал А. Булгакову: «Слухи о разводе Чернышевой, вероятно, перешли к вам от нас… Ревность и дурачество Чернышёва подали повод к этим сказкам».
В 1819 году Теофила Игнатьевна оставила мужа и уехала в Париж с молодым красавцем Безобразовым. Видимо, тогда же и началось дело о разводе, которое тянулось неспешно. В 1822 году Булгаков писал по поводу второй женитьбы Чернышева: «Бедный Чернышев вознаградит себя за все, что претерпел от сатаны, первой своей жены. Здесь уже говорят, что она хочет свадьбе помешать и приехать с мужем мириться».
Теофила Чернышева скончалась в Варшаве в 1828 году от туберкулёза. Князь Вяземский так характеризовал её в письме Тургеневу:
Нет на свете женщины её страннее, и узнавши её покороче, уверишься, что она не столько развратна, как превратна. Жизнь для неё, как кусок, которого никак проглотить не может; оттого-то она так и морщится, и кривляется. Должно признать, что приторный Чернышев совсем не по вкусу ей был. Здешние женщины не терпят петербургского умничанья. Им нужны сильные ощущения, и они скорее влюбятся в палача, чем мирлифлора или генерал-адъютанта. 

## Семья
В браке со стариком Старженским у Теофилы Игнатьевны родился сын Александр (1807 г.), однако муж её не признал его своим сыном, так как у нее в это время уже был роман с Радзивиллом. В браке с Радзивиллом родилась дочь Стефания (1809—1832), богатейшая невеста Восточной Европы, фрейлина, впоследствии вышедшая замуж за князя Льва Петровича Витгенштейна (1799—1866), старшего сына генерал-фельдмаршала П. Х. Витгенштейна.